# Vendiska riken
Flera vendiska riken skapades under medeltiden av vender och elbeslaver vid södra Östersjökusten (Pommern) och runt floden Elbe. Genom nordiska korståg och tysk ostsiedlung under de efterföljande århundradena blev de kristnade, germaniserade och assimilerade. Två vendiska dynastier levde kvar längre än övriga: Det pomoranska huset Greif till 1637 och det obotritiska huset Mecklenburg till 1918.

## Obotritiska förbundet
Huvudartikel om folkgruppen: Obotriter.
- Förbundet existerade från mitten av 900-talet – 1160. Konkurrerade med polanerna (dynastin Piast) och liutizerna om herraväldet över venderna.
- Huvudsäte: Borgen Mecklenburg i Dorf Mecklenburg i nuvarande Landkreis Nordwestmecklenburg.
- Omfattade wagrierna (runt Starigard (tyska Oldenburg) och Plön i Holstein); polaberna (runt Liubice (tyska Alt-Lübeck) i Holstein, Ratzeburg i Holstein, Lüneburg i Niedersachsen, samt vid floden Trave i Holstein); linonerna (även limoner eller lunkiner, runt Lenzen i Brandenburg); varnoverna (vid floden Warnow i Mecklenburg); rarogerna (latin reregi, även kallade egentliga obotriter, runt Wismar med borgarna Dobin i Dobin am See vid Schweriner See och Ilow (även Ilenburg) i Neuburg i Mecklenburg) samt drevjanerna (runt floden Jeetze i Mecklenburg).
- Leddes av dynastin Nakoniderna: Nako  (även Nakon, Nakko och Nacco, död ca 966), Stoignew, Mstivoj (även Mistivir, Mistiuis, Mistui, Mistuwoi, Mistiwoi, Mystiwoi och Mistivoj, som döpt Billung, död ca 995), Mstislaw, Pribignev (även Pribignew eller Pribygnev, som döpt Udo, död 1028), Gottschalk av Vende (även Sankt Gottschalk, latin Godescalcus, död 1066, härskade även över liutizerna), Budivoj (död 1075), Henrik av Liubice (senast 1066–1127) och Niklot (död 1160, härskade även över kessinerna och circipanerna, stamfar till Mecklenburgs furstehus).
- Har främst skildrats av Helmold av Bosau (ca 1120 – tidigast 1177) i "Chronica slavorum", samt också av Ibrahim ibn Jaqub, (Abraham ben Jacob, verksam andra halvan av 900-talet), Thietmar av Merseburg (975–1018), Adam av Bremen (död före 1095) och av Saxo Grammaticus (död början av 1200-talet).
- Mstivojs dotter Tofa (även Tore) var gift med danske kungen Harald Blåtand (död 986/987).
- Edla var Olof Skötkonungs (död ca 1022) obotritiska frilla. Hon blev mor till kung Emund den gamle (död ca 1060) och Astrid Olofsdotter (död efter 1035), norsk drottning, gift med Olav den helige (995–1030).
- Gottschalk var gift med Sigrid Svendsdatter, dotter till den danske kungen Sven Estridsson (ca 1020–1074).
- Knut Lavard (ca 1096–1131), dansk prins och jarl/hertig över Sønderjylland, utnämndes 1129 av den tyske kungen Lothar II av Supplinburg (1075–1137) till kung över obotriterna.
- Viktiga strider var slaget vid Recknitz 955, slaget vid Stilo 982, de slaviska upproren 983 och 1066 (tyska slawenaufstand), slaget vid Schmilau 1093, det vendiska korståget 1147 och slaget vid Werchen 1164.
- Besegrades avgörande 1160 av Henrik Lejonet (ca 1129–1195), hertig av Sachsen 1142–1180 och Bayern 1156–1180.

### Polabien
- Ingick i Obotritiska förbundet.
- Ratibor (även Ratse, död 1042), regent från 1028, med säte i Ratzeburg i Holstein.
- Heinrich von Badewide (död ca 1164) utnämndes 1156 av Henrik Lejonet till greve av Ratzeburg.
- 1230 blev Ratzeburg biskopsdöme styrt av en furstbiskop.
- 1648 blev Ratzeburg furstendöme under hertigdömet Mecklenburg-Schwerin. 1701 tillföll det Mecklenburg-Strelitz (se vidare Mecklenburgs delningar).
- Det polabiska språket dog ut i 1756.

### Wagrien
- Ingick i Obotritiska förbundet.
- Kruto (död 1093), regent från 1066, med säte i borgen Bucu i dagens Lübeck.
- Wagrien erövrades ca 1140 av greve Adolf II av Holstein (1128–1164).

### Schwerin
- Ursprungligen en av obotriternas stödjepunkter.
- Efter obotriternas nederlag 1160 gjordes det till grevskap av Henrik Lejonet. Förste greve var Gunzelin von Hagen (mellan 1125 och 1130–1185.
- Gunzelins dotter Oda (död tidigast 1283) var gift med greve Niels av Norra Halland (ca 1218–1251).
- 1187–1227 löd Schwerin under Danmark och 1358 tillföll det hertigdömet Mecklenburg (se vidare Mecklenburgs delningar).

### Mecklenburg
Huvudartikel: Mecklenburgs delningar.
- 1167 blev Mecklenburg som furstendöme län under Sachsen.
- 1171 blev Mecklenburg självständigt furstendöme inom Tysk-romerska riket.
- Pribislav I (död 1178), son till obotriten Niklot, var den förste av det furstehus som regerade ända till republikanska författningar infördes i Mecklenburg-Schwerin och Mecklenburg-Strelitz 1918.
- 1187–1227 löd Mecklenburg under Danmark.

## Liutiziska alliansen
- Liutizerna kallas även vilzener eller veleter.
- Alliansen existerade från sent 900-tal till 1150-talet.
- Huvudsäte: Rethra i Mecklenburg.
- Omfattade kessinerna (runt Kessin[särskiljning behövs] och Rostock och vid floden Warnow i Mecklenburg), circipanerna (tyska zirzipanen, vid floderna Peene och Trebel, och runt Teterow, Demmin och Güstrow i Mecklenburg), tollenserna (öster och söder om floden Peene samt vid floden Tollense), redarierna (söder och öster om Tollensesjön vid floden Havels övre lopp) och hevellerna (vid Havel).
- Har skildrats i Þiðreks saga från 1200-talet (svenska Didrikssagan) och av Einhard (ca 770–840) i Vita Caroli Magni.

## Rügen
- Invånarna kallades raner (även rujaner).
- Den förste kände fursten var Ratislaus dem vise (före 1105–1141), sonson eller dotterson till Kruto av Wagrien.
- 1169–1438 löd Rügen under Danmark.
- Från 1234 ingick även Stralsund.
- Från 1241 ingick även Greifswald.
- 1325 ärvde hertigdömet Pommern-Wolgast furstendömet Rügen som län under Danmark (se vidare Pommerns delningar).

## Pommern
Huvudartikel: Pommerns delningar.
- Invånarna kallades pomoraner. Kasjuberna antas vara ättlingar till pomoranerna (se även kasjubiska och slovintsiska, utdött sedan början av 1900-talet).
- Den förste att omnämnas som furste av Pommern var Siemomysł (eller Zemuzil) ca 1046. Hans ättlingar, huset Greif dog ut 1637. Sista regerande hertig var Bogislaw XIV (1580–1637), som 1630 ingick förbund med Sverige och vid Westfaliska freden 1648 delades Pommern mellan Sverige och Brandenburg.
- Ca 1135 plundrades Kungahälla i Älvsyssel av pomoranerna.
- 1185–1227 var Westpommern som hertigdöme Danmarks län under Brandenburg.
- 1210–1227 löd hertigdömet Pommerellen under Danmark.